# فرانسيسكو برييتو
فرانسيسكو برييتو (بالإسبانية: Francisco Prieto)‏ (1 يوليو 1983 بأنتوفاغاستا في تشيلي - ) هو لاعب كرة قدم تشيلي في مركز حراسة المرمى. شارك مع منتخب تشيلي لكرة القدم. أما مع النوادي، فقد لعب مع أرتورو فرنانديز فيال وبونفيرادينا وسانتياغو واندررز وكولو-كولو ونادي ميرانديس ونادي كوبريلوا.

## روابط خارجية
- فرانسيسكو برييتو على موقع قاعدة بيانات كرة القدم.إي يو (الإنجليزية)
- فرانسيسكو برييتو على موقع ناشيونال فوتبول تيمز (الإنجليزية)
- فرانسيسكو برييتو على موقع Soccerway.com (الإنجليزية)
- فرانسيسكو برييتو على موقع AS.com (الإسبانية)